# Kelly Kelly
Barbara Jean Blank, née le 15 janvier 1987 à Jacksonville (Floride), est une catcheuse, mannequin, actrice et personnalité de la télévision américaine. Elle est connue pour son travail au sein de la World Wrestling Entertainment de 2006 à 2012 sous le nom de Kelly Kelly. Elle travaille actuellement à la WWE en tant qu'ambassadrice.
Après une formation de gymnaste puis de pom-pom girl, elle suit des études de journalisme pour devenir présentatrice de journaux télévisés. À dix-huit ans, Blank commence sa carrière de mannequin en posant pour Hawaiian Tropic (une marque d'huile de bronzage) et pour Venus Swimwear (une ligne d'accessoires de mode et de vêtements). Elle est alors repérée par John Laurinaitis, vice-président de la World Wrestling Entertainment, qui lui propose un contrat. Blank est envoyée à l'Ohio Valley Wrestling, où elle apprend les bases du catch, puis débute à la Extreme Championship Wrestling (ECW) en juin 2006 sous le pseudonyme de Kelly Kelly. En juillet 2008 elle est transférée à Raw. Tout au long de l'année, elle tente sans succès de remporter le Championnat féminin de la WWE, avant d'être transférée à SmackDown au début de 2010. Le 20 juin 2011, Kelly Kelly remporte le Championnat des Divas en battant Brie Bella. Kelly a perdu le titre contre Beth Phoenix en octobre, mettant fin à son règne de quatre mois. En septembre 2012, Blank est libérée de son contrat avec la WWE, et plus tard dans cette année, elle commence à faire des apparitions sur le circuit indépendant .
En 2019, elle écrit l'histoire à la WWE en devenant la première femme à remporter le WWE 24/7 Championship.

## Biographie
Barbara Blank est née le 15 janvier 1987 à Jacksonville en Floride. Elle  fait des études de journalisme. Avant le catch, elle a aussi pratiqué la gymnastique durant dix ans et de la danse moderne durant six ans mais a dû arrêter après une blessure au coccyx. Barbara devient alors mannequin pour la marque d'huile de bronzage Hawaiian Tropic et la ligne de vêtement Venus Swimwear.

## Carrière de catcheuse

### World Wrestling Entertainment (2006-2012)

#### Ohio Valley Wrestling (2006)
La World Wrestling Entertainment (WWE) a proposé un contrat à Kelly et elle est envoyée dans le centre d'entraînement de la WWE, la Ohio Valley Wrestling. Elle y adopte le nom de ring de Kelly Kelly et a participé à une bataille royale pour le titre de championne d'O.D.B. que cette dernière a conservé.

#### Extreme Championship Wrestling (2006-2008)

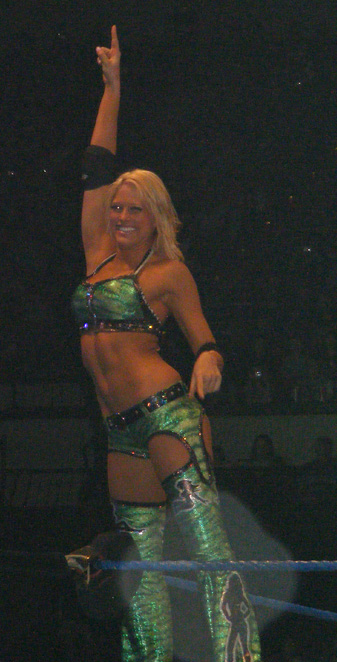
Kelly Kelly en 2008.

Elle commence à apparaître à l'Extreme Championship Wrestling (ECW) d'abord dans des segments où elle fait des strip-teases interrompus par son petit ami à l'écran Mike Knox,. Le 22 août elle participe à un combat par équipe mixte avec Mike Knox et Test contre Dreamer, Sandman et Torrie Wilson, match que l'équipe de Kelly Kelly perd. À partir du mois de septembre, elle commence à s'intéresser à CM Punk, s'habillant comme lui pour le concours de déguisement d'Halloween le 31 octobre et lors de la défaite de Knox face à Punk dans un match de qualification pour l'Extreme Elimination Chamber match de December to Dismember le 14 novembre elle applaudit le vainqueur,,. Son alliance avec Knox prend fin le 3 décembre à December to Dismember où Knox lui fait perdre volontairement un match en équipe mixte face à Kevin Thorn et Ariel en la laissant seule sur le ring face à Ariel.

#### RAW (2008-2010)
Kelly Kelly fait ses débuts à RAW le 7 juillet 2008 dans un match par équipe avec Mickie James contre Layla et Jillian Hall, le match est remporté par Kelly Kelly.
À Wrestlemania XXV, elle participe à la 25 Divas Battle Royal mais ne remporte pas le titre de Miss WrestleMania.
Lors de WrestleMania XXVI, elle fait équipe avec Mickie James, Beth Phoenix, Gail Kim et Eve Torres, et fait face à l'équipe composée de Michelle McCool, Layla, Maryse, Alicia Fox et Vickie Guerrero. C'est l'équipe de Michelle McCool qui remporte ce match.

#### SmackDown et rivalité avec Lay-Cool (2010-2011)

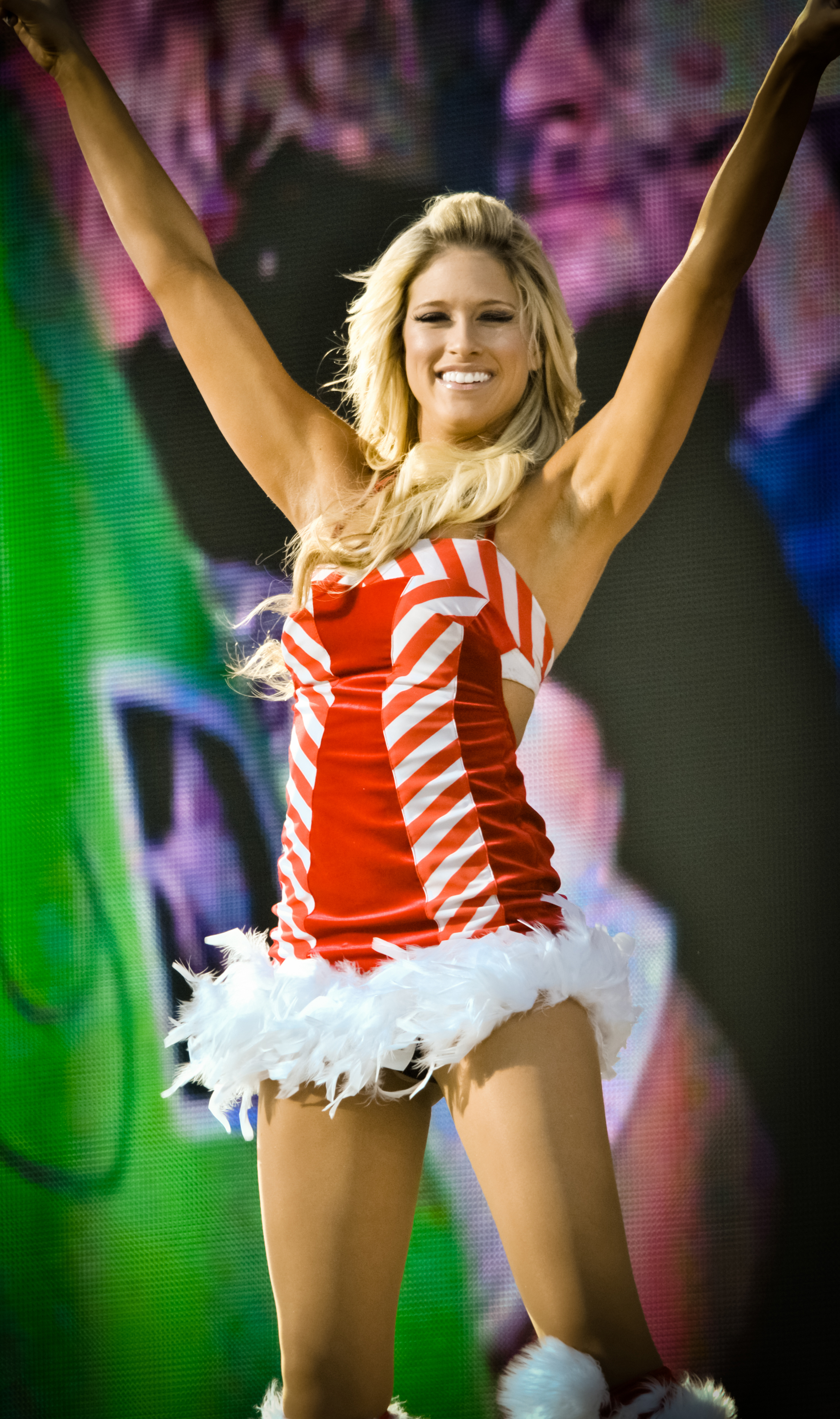
Kelly Kelly au Tribute of the Troops 2010.

Lors du draft de 2010, Kelly Kelly est draftée à WWE SmackDown, pour la première fois de sa carrière. Pour son premier match, le 30 avril, elle bat le duo LayCool (Michelle McCool et Layla) avec Beth Phoenix.
Lors de Money in the Bank, elle ne remporte pas le titre des Divas, battue par Layla.

#### Divas Champion (2011)

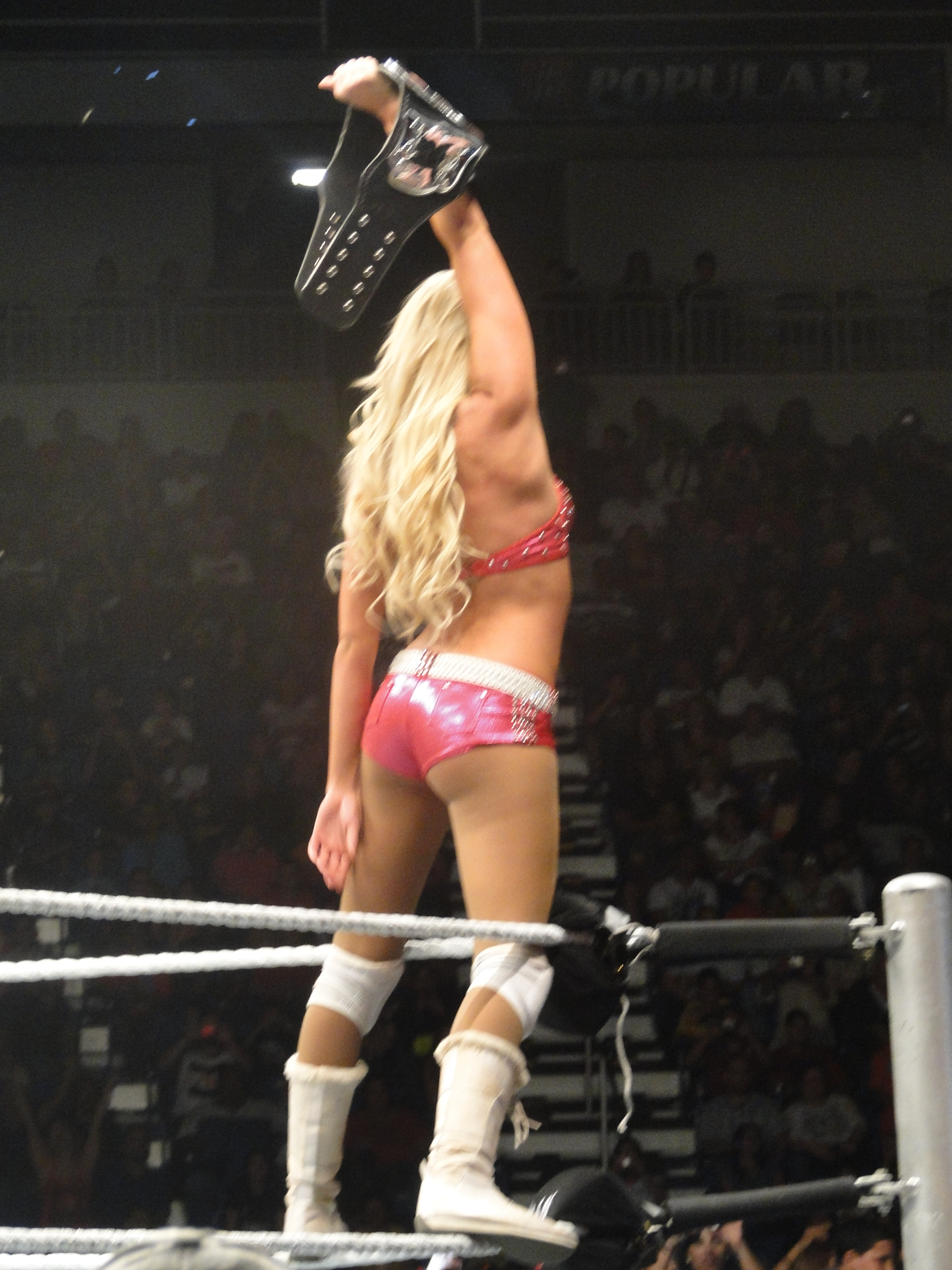
Kelly Kelly en tant que Championne des Divas.

Lors du draft supplémentaire, Kelly Kelly est draftée vers RAW. 
Lors d'Over The Limit, elle perd contre Brie pour le Championnat des Divas.
Le 20 juin, lors du Raw spécial Power to the People, elle est choisie par le public pour un match contre Brie Bella pour le Championnat des Divas qu'elle remporte, gagnant ainsi son premier titre à la WWE.
Lors de Money in the Bank, Kelly Kelly gagne contre Brie Bella et conserve donc son titre.
Lors de SummerSlam, Kelly Kelly conserve son titre face à Beth Phoenix.  Lors de Night of Champions (2011), Kelly Kelly bat Beth Phoenix et conserve donc son titre. Lors de Hell in a Cell (2011), Kelly Kelly perd contre Beth Phoenix et perd le Divas Championship.

#### Diverses rivalités et départ (2011-2012)
Lors des Slammy Awards du 12 décembre, Kelly Kelly remporte le Slammy Award du Divalicious Moment of the Year (Moment le plus "divalicieux" de l'année) pour avoir gagné le WWE Divas Championship. Le 18 décembre à TLC, Kelly Kelly perd contre Beth Phoenix et ne remporte pas le titre des Divas.
Lors du Royal Rumble (2012), Kelly Kelly, Eve, Alicia Fox et Tamina Snuka perdent contre les Bella Twins, Natalya et Beth Phoenix.
Lors de WrestleMania XXVIII, Kelly Kelly et Maria Menounos gagnent contre Eve et Beth Phoenix. Lors de RAW du 23 avril, Nikki Bella gagne contre Beth Phoenix dans un Lumberjack Match où Kelly Kelly en faisait partie. En juin, la WWE a accordé à Kelly une période de temps libre, après trois mois d'absence, Kelly Kelly revient lors du Raw du 6 août et bat Eve Torres.
Le 28 septembre, Blank a été libéré de son contrat. Dans une interview en décembre 2012, Blank a déclaré qu'elle avait besoin de temps pour guérir une blessure au cou, et avait des plans à réaliser.
Après plusieurs match en House Show, notamment en Asie, le 28 octobre 2012, elle décide de quitter la WWE.

### Circuit indépendant (2012)
Elle fait quelques apparitions sur le circuit indépendant, pour les fédérations locales North East Wrestling et Impact Wrestling. 

### Apparitions diverses (2012)
Kelly a performé à son premier show de lutte indépendante à Waterbury le 4 novembre 2012 au Connecticut lors d' un événement de lutte du Nord-Est et fut suivie d'un house show événement le 5 novembre, mais ses apparitions ont été annulées en raison de l'ouragan Sandy. 
Kelly Kelly apparaît dans des bandes-annonces pour des séries notamment « Headshots and Handcuffs » et film et pose pour ces calendriers et pour des magazines. Kelly a un rôle dans le film Angel Investors Reel.

### Retour à la World Wrestling Entertainment (2017-...)
Kelly Kelly fait son retour en backstage lors d'un Raw. Elle est présente lors du WWE Hall of Fame 2017. Elle est désormais ambassadrice de la fédération. De plus, Kelly laisse planer le doute d'un éventuel retour sur les rings. Elle fera son retour le 22 janvier 2018 pour les 25 ans de Raw.
Lors du Royal Rumble 2018, dans le premier Royal Rumble Match Féminin, elle apparaît en 19ème position mais elle se fera éliminer par Nia Jax.
Lors de Evolution 2018, elle participe à la Women's Battle Royal mais elle se fera éliminer par Mandy Rose et Sonya Deville.
Lors de l’épisode de Raw Réunion, Elle Gagne le WWE 24/7 Championship et devient la première femme à détenir ce titre. Elle la perd quelques minutes plus tard au profit de Candice Michelle.
Un épisode de Where Are They Now lui sera consacré pour en connaître plus sur sa vie post WWE. 
Lors du Royal Rumble (2020), elle fait son retour en 21ème position. Elle se fera éliminer quelques minutes plus tard par Charlotte Flair.
Elle apparaît sur le WWE Network en Avril 2020 dans un épisode de Where Are They Now en tant que présentatrice lors d'un épisode consacré à Eva Marie.
Elle effectue son retour lors du Royal Rumble (2022) en entrant en 4ème position mais se fait éliminer par Sasha Banks.

## Télé-réalité (2015)
En 2015, Kelly Kelly annonce lors d'une séance de dédicace une surprise pour ces fans, et cette surprise est la sortie d'une télé réalité. On peut découvrir lors des première bandes annonces que la télé réalité (qui se nomme « WAGS : Wives And Girlfriends of Sports Stars ») suit le quotidien de femmes de sportifs (Kelly Kelly étant fiancé a Sheldon Souray). Le premier épisode a été diffusé le 18 août 2015 sur E!

## Vie privée
Elle a eu une relation de deux ans et demi avec le lutteur Andrew Martin, qui a pris fin avant sa mort en mars 2009.
Elle s'est mariée avec Sheldon Souray en 2016 avant de se séparer en 2017.
En avril 2021, elle se marie avec un bodybuilder du nom de Joe Coba.
Le 10 septembre 2023, elle devient officiellement maman de jumeaux prénommés Brooklyn et Jaxson.

## Palmarès
- World Wrestling Entertainment
  - 1 fois Championne des Divas
  - 1 fois WWE 24/7 Champion première femme
  - WWE Divalicious Moment Of The Year 2011

### Récompenses de magazines
- Pro Wrestling Illustrated
- Top 50 Females

| Année | 2008 | 2009 | 2010 | 2011 | 2012 |
| ----- | ---- | ---- | ---- | ---- | ---- |
| Rang  | 32   | 34   | 26   | 15   | 23   |